# Притыка (Светлогорский район)
Притыка (бел. Прытыка; до 1925 года - Замлынье) — деревня в Николаевском сельсовете Светлогорском районе Гомельской области Беларуси.
На востоке граничит с лесом.

## География

### Расположение
В 32 км на запад от Светлогорска, 29 км от железнодорожной станции Светлогорск-на-Березине (на линии Жлобин — Калинковичи), 140 км от Гомеля.

## Транспортная сеть
На автодороге Паричи — Озаричи. Планировка состоит из 2 коротких улиц меридиональной и широтной ориентации. Строения деревянные, усадебного типа.

## История
Согласно письменным источникам известна с XIX века как селение в Чернинской волости Бобруйского уезда Минской губернии. В 1879 году обозначена в числе селений Дубровского церковного прихода.
В 1925 году в Дубровском сельсовете Паричского Бобруйского округа. В 1931 году организован колхоз «Красная Притыка», работала ветряная мельница. Во время Великой Отечественной войны в январе 1943 года оккупанты полностью сожгли деревню и убили 53 жителей. Согласно переписи 1959 года в составе колхоза «Дуброва» (центр — деревня Дуброва).
До 16 декабря 2009 года в составе Полесского сельсовета.

## Население

### Численность
- 2004 год — 7 хозяйств, 7 жителей

### Динамика
- 1897 год — 11 дворов, 90 жителей (согласно переписи)
- 1925 год — 28 дворов
- 1940 год — 37 дворов, 143 жителя
- 1959 год — 96 жителей (согласно переписи)
- 2004 год — 7 хозяйств, 7 жителей